# Культура штрихованої кераміки

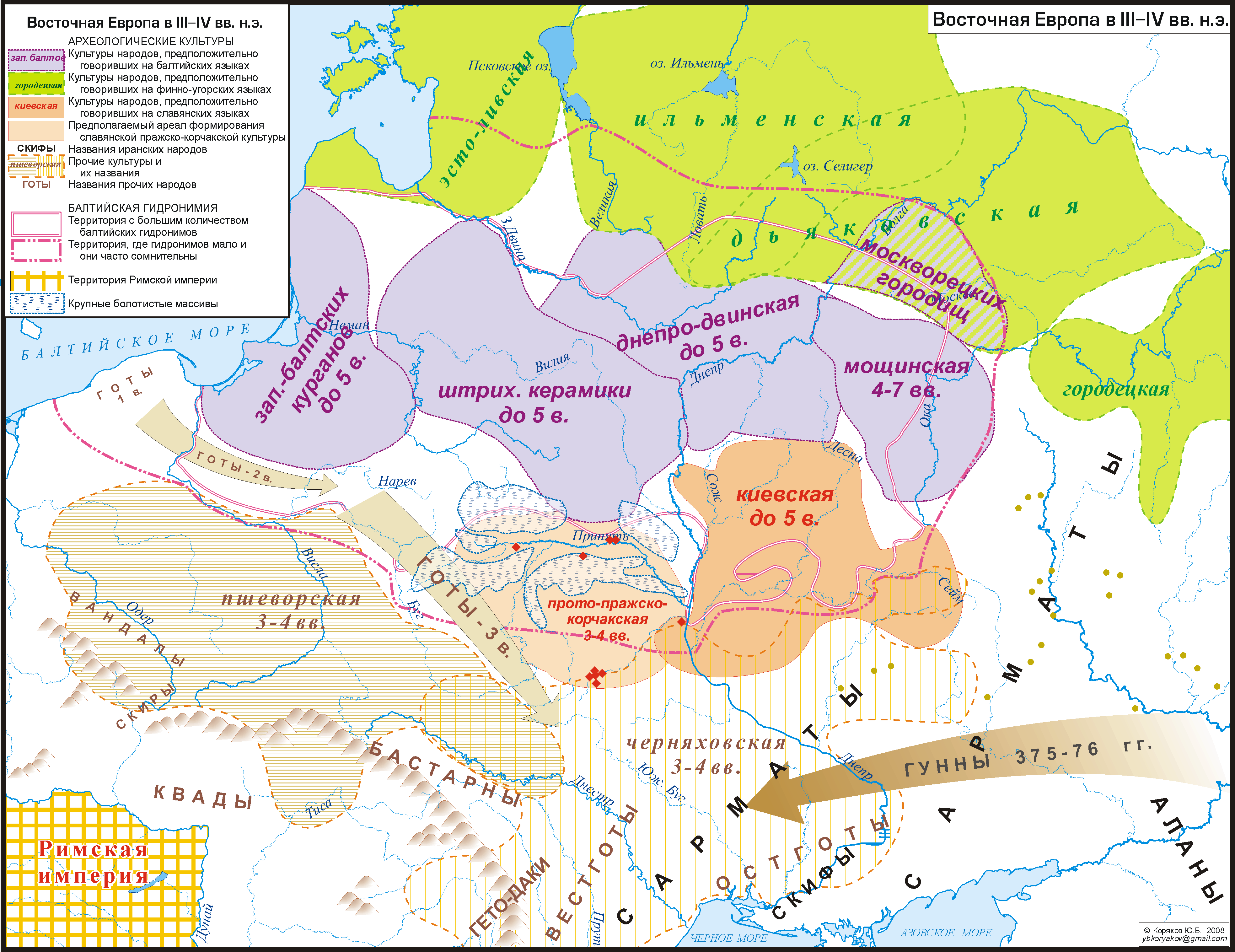
Карта балтської археологічної культури VII ст. до н. е. — V ст. н. е.

Культура штрихованої кераміки (рос. культура штрихованной керамики) — балтська археологічна культура залізної доби (VII ст. до н. е. — V ст. н. е.), що розташована на території східної Литви, південно-східної Латвії, а також у північно-західній та центральній Білорусі. Розділяється на ранній і пізній періоди. У пізньому періоді культурні зміни пов'язані з широким розповсюдженням металургії та контактами з Римською імперією, а також розширенням ареалу культури на південному сході і впливом зарубинецької культури.

## Генетичні зв'язки
Ця культура сформувалася на основі місцевих: пізньої неолітичної німанської та пізньої нарвської культур, під активним впливом носіїв культури шнурової кераміки. Культура була споріднена з культурами західнобалтійських курганів і дніпро-двінська культура.
У 2-й чверті V століття багато її поселень були знищені вогнем. Археологи знаходять у них трилопатеві наконечники стріл, що використовувалися гунським населенням. Після цього не виявляються в культурних горизонтах сліди присутності культури штрихованої кераміки, а її похоронний обряд змінюється на трупоспалення культури східнолитовських курганів. У південно-східній частині ареалу її змінює банцеровська культура, в яку вона увійшла одним з компонентів. Висловлюється припущення про генетичні зв'язки культури штрихованої кераміки та празької культури.

## Етнічна приналежність
Населення цієї культури — нащадки місцевих неолітичних культур, асимільовані німанськими та дніпровськими балтами, які говорили західнобалтською близькою до протобалто-слов'янської мови. Згідно географії Птолемея культура могла належати племені ставанів і гелонів.

## Господарство
Основу їх господарства становило підсічно землеробство і тваринництво (свині, вівці, коні, велика рогата худоба). Мисливство та рибальство відігравали допоміжну ролю. Вирощувалася пшениця, жито, боби, горох, просо.
Мався центр ткацтва, була розвинена металургія, кераміка ліпна.

## Культура
Городища зазвичай займали 0,1-0,5 га, спочатку неукріплені, але поступово з'являються оборонні споруди, з часом все ускладнені і збільшені в розмірах. Будинки були багатокамерні, поділяючись на три секції, і мали стовпову конструкцію. Пізніше в південних районах з'явилися зрубні напівземлянки, які пов'язують з напливом носіїв зарубинецької культури.
Вірування були пов'язані з обожнюванням сил природи, культом сонця і вогню. Ймовірно, досить широке поширення мав культ ведмедя.
Похоронні пам'ятники невідомі. Посуд представлений головним чином ліпними горщиками.